# I Santo California
I Santo California ist eine italienische Band, die in den 1970er Jahren ihren größten Erfolg hatte.

## Bandgeschichte
I Santo California wurde 1973 in der süditalienischen Region Kampanien gegründet. 1975 nahmen sie ihren größten Hit Tornerò auf, von dem weltweit circa elf Millionen Tonträger verkauft wurden, und der außerhalb Italiens teilweise in der jeweiligen Landessprache vertrieben wurde. Die deutsche Version sang Michael Holm: Wart auf mich. Tornerò erreichte Platz eins in der Schweiz sowie weitere Top-10-Platzierungen. In Deutschland erreichte die Single Platz zwei der Charts. 
In den folgenden Jahren waren sie mit ihren Veröffentlichungen insbesondere in der Schweiz erfolgreich. 1977 nahm die Band mit dem Titel Monica am Sanremo-Festival teil und erreichte den dritten Platz. Schon kurz nach diesem Erfolg zog sich die Musikgruppe aus dem Rampenlicht zurück und entschied sich, nur noch bei kleineren regionalen Veranstaltungen aufzutreten.

## Diskografie
Alben
- 1974: Se davvero mi vuoi bene… tornerò
- 1975: Un angelo
- 1976: Hits in the World
- 1979: Venus Serenade
- 1980: Ti perdono amore mio
- 1980: I successi de…
- 1991: I Santo California… Tornerò